# Marianne Lembacher
Marianne Lembacher (* 30. Dezember 1949 in Wien) ist eine österreichische Landwirtin und Politikerin (ÖVP). Sie war von 1988 bis 2013 Abgeordnete zum Landtag von Niederösterreich.

## Leben
Lembacher besuchte nach der Volks- und Hauptschule eine landwirtschaftliche Berufsschule und legte 1972 die Meisterprüfung für ländliche Hauswirtschaft und Betriebsübernahme ab. Sie ist als Bäuerin in Maissau tätig und erhielt den Berufstitel Ökonomierätin verliehen.
Lembacher war Mitglied der Landjugend und der Jungen Volkspartei und wurde in der Folge Kammerrätin und Mitglied in der Bezirksparteileitung. Sie ist Landesvorsitzende des Niederösterreichischen Familienbundes und Obmannstellvertreterin des Landesweinbauverbandes. Zudem hat sie seit 1989 die Funktion der Bezirksparteiobmann-Stellvertreterin inne. Ab dem 17. November 1988 vertrat sie die ÖVP im Niederösterreichischen Landtag, wobei sie Familiensprecherin des ÖVP-Landtagsklubs war und zuletzt bei der Landtagswahl 2008 Spitzenkandidatin der ÖVP im Bezirk Hollabrunn antrat. Sie kandidierte bei der Landtagswahl 2013 nicht mehr und schied am 24. April 2013 aus dem Landtag aus.

## Auszeichnungen
- 2006: Großes Silbernes Ehrenzeichen für Verdienste um die Republik Österreich[4][5]
- 2014: Goldenes Komturkreuz des Ehrenzeichens für Verdienste um das Bundesland Niederösterreich[6]